# Balanites angolensis
Balanites angolensis är en pockenholtsväxtart. Balanites angolensis ingår i släktet Balanites och familjen pockenholtsväxter.

## Underarter
Arten delas in i följande underarter:
- B. a. angolensis
- B. a. welwitschii